# Станчешти (Горж)
Станчешти (рум. Stăncești) насеље је у Румунији у округу Горж у општини Мушетешти. Oпштина се налази на надморској висини од 488 m.

## Становништво
Према подацима из 2002. године у насељу је живело 393 становника, од којих су сви румунске националности.